# Amazonis Mensa
Amazonis Mensa je stolová hora na povrchu Marsu, které se nachází na severní polokouli nedaleko rovníku jihozápadním směrem od sopky Olympus Mons v jižní části Amazonis Planitia. Západně od Amazonis Mensa se nachází Gordii Dorsum. Jižně od hory se nachází oblast Mangala Valles, která byla nejspíše formována opakovanými záplavy tekuté vody. Velikost základny hory dosahuje 500 km.
Pojmenována byla roku 2003, podle země Amazonek.